# Oswald Probst
Oswald Probst, född 9 juli 1935, död 15 juli 2015, var en österrikisk bågskytt. Han deltog vid olympiska sommarspelen 1976.